# Plectrocarpa
- Commons
- Wikispecies

Plectrocarpa é um género botânico pertencente à família Zygophyllaceae.

## Espécies
- Plectrocarpa rougesii
- Plectrocarpa tetracantha

1. ↑  «Plectrocarpa — World Flora Online». www.worldfloraonline.org. Consultado em 19 de agosto de 2020